# Onderweg naar Morgen
Onderweg naar Morgen (later verkort tot ONM) was een Nederlandse soapserie die tussen 3 januari 1994 en 14 mei 2010 werd uitgezonden door achtereenvolgens de TROS, Veronica, Yorin en BNN. De serie speelde zich in het begin af in Ulft, maar naarmate de serie vorderde werd Amsterdam de thuisbasis. Van oorsprong werd de serie gedomineerd door de families Couwenberg en Reitsema, maar in de laatste jaren van de serie lag de nadruk bij de families Klein en Luzack. Onderweg naar Morgen wist nooit het succes van haar tegenhanger Goede tijden, slechte tijden te evenaren.
De commerciële omroep RTL begon in oktober 1990 met de soapserie Goede tijden, slechte tijden. Binnen enkele maanden wist het genre soap een grote kijkersgroep aan zich te binden. In november 1991 wist GTST meer dan 2,6 miljoen kijkers te trekken. Deze goede resultaten wekte de aandacht van de publieke omroep Veronica. Veronica wilde graag zelf een eigen soap gaan produceren. Door gebrek aan financiering en beperkte mogelijkheden tot samenwerking met andere omroepen werd in eerste instantie van dit idee afgezien. In 1993 maakte de TROS bekend dat ze, ondanks goede kijkcijfers, ging stoppen met de ziekenhuisserie Medisch Centrum West. De TROS wilde graag verder met een serie over het ziekenhuis. Veronica en Tros besloten samen een soapserie te maken, gebaseerd op de Amerikaanse ziekenhuisserie Ryan's Hope. Harry Klooster deed de casting van de soap en wist ervaren acteurs als Dolf de Vries, Pauline van Rhenen en Gaston van Erven aan de serie te binden. De gemiddelde leeftijd van de acteurs was relatief hoger dan die van de acteurs in concurrent Goede tijden, slechte tijden. Naarmate de serie vorderde, werd de serie (vaak onder druk van de betreffende zender) verjongd en werden oudere acteurs ingewisseld voor jongere, minder ervaren acteurs. Alleen Pamela Teves en Frits Jansma waren in de gehele serie te zien.

## Ontwikkeling van de soap

### De families Reitsema en Couwenberg (1994-1996)
De eerste drie seizoenen van de serie kenden vooral verhaallijnen omtrent de families Couwenberg en Reitsema. De personages die niet tot de familie behoorden fungeerden in deze seizoenen voornamelijk als ondersteunende rollen. 
Het gezin Couwenberg bestaat uit vader Ed (Dolf de Vries), zoon Victor (Jop de Vries), dochters Joyce (Marjolein Keuning) en Renée (Bettina Berger) en adoptiezoon Gyman (Martin Schwab). Ed heeft zijn kinderen alleen opgevoed nadat zijn vrouw Judith verongelukte bij een auto-ongeluk. Bij dit ongeluk kwamen ook de biologische ouders van Gyman om het leven. Ed was aansprakelijk omdat hij onder invloed van alcohol reed, maar werd nooit veroordeeld. Uit schuldgevoelens besloot Ed Gyman te adopteren. Wanneer Gyman in seizoen twee de ware toedracht van de dood van zijn ouders ontdekt, zorgt dit voor een verdere verwijdering van zijn adoptievader. Niet alleen het auto-ongeluk bekoelt de relaties binnen de familie. Ed kan niet accepteren dat zijn dochter Renée een relatie heeft met verpleegkundige Irene de Vries (Yvonne Valkenburg). Het duurt lange tijd voordat Ed zich bij de biseksualiteit van zijn dochter neer kan leggen. 
De relatie van Irene en Renée komt meerdere malen onder druk te staan. Eerst wanneer Irene een verhouding begint met Hetty van der Laan (Anousha Nzume) en later wanneer Renée verliefd wordt op haar adoptiebroer Gyman. Terwijl zuster Renée probeert een relatie op te bouwen, hebben Joyce en Victor geen langdurige relaties. Joyce heeft een verhouding met jeugdvriend Frank Reitsema (Herman Boerman), denkt het geluk te hebben gevonden bij Ronald van Kalkhoven (Hans de Munter), krijgt seksuele telefoontjes van Van Heuven (Wim Serlie) en wordt uiteindelijk bijna verkracht door Nick Bakker (Peter Smits). Victor heeft het te druk met zijn carrière als arts in het ziekenhuis. Hij wil graag zijn vader trots maken. Toch wordt hij in seizoen twee verliefd op de ietwat labiele Daphne Simons (Manouk van der Meulen). De twee hebben in eerste instantie een gelukkig huwelijk, maar het huwelijk staat op springen wanneer Daphne een verhouding krijgt met Sander Overbeeke (Roel Fooy). Daphne blijkt zwanger te zijn en uit jaloezie besluit Victor haar te vergiftigen. Ze krijgt een miskraam, komt in een psychose terecht en slaat op de vlucht met haar zoon Jannes Reitsema. 
Adoptiezoon Gyman ligt vaak in de clinch met Victor, omdat ze beiden erg ambitieus zijn. Nadat hij de waarheid ontdekt over zijn ouders, krijgt hij een relatie met arts Suzanne van Wetering (Jackie van Oppen). Suzanne en Gyman gaan samen op zoek naar de dochter van Suzanne. Na een jaar loopt de relatie op de klippen. Gyman wil Renée helpen om een kind te krijgen en besluit mee te werken aan haar zwangerschap. Het feit dat Gyman vader wordt van Renées kind geeft Irene het gevoel dat ze hier geen deel van is. De irritaties resulteren uiteindelijk in een breuk tussen Renée en Irene. Renée wil verdergaan met Gyman. Gyman heeft echter een ongeneeslijke ziekte opgelopen. Ed en Victor proberen tevergeefs een medicijn te ontwikkelen om zijn leven te redden, maar het mag niet meer baten.
De familie Couwenberg was een vermogende familie. Daar tegenover stond de uitbatersfamilie Reitsema. De familie bestond uit vader Jan (Gaston van Erven), moeder Aafke (Pauline van Rhenen), zonen Frank en Pim (Job Redelaar), dochter Margot (Marina Duvekot) en later ontdekte men het bestaan van Jans buitenechtelijke dochter Niek (Angélique Corneille). Jan was al decennialang een goede vriend van Ed en runde samen met JP (Frits Jansma) café De Engel. Het huwelijk van Jan en Aafke lijkt onverwoestbaar, maar de ontdekking van buitenechtelijke dochter Niek zorgt voor de eerste scheuren. Aafke kan niet geloven dat haar echtgenoot haar ruim twintig jaar heeft voorgelogen. De schok is groot wanneer blijkt dat zoon Pim een verhouding heeft gehad met Niek. Uit schaamte besluit Pim hulp te zoeken bij een organisatie. Wat hij niet weet is dat deze organisatie eigenlijk een sekte is. Pim raakt steeds meer onder de invloed van de sekte. De familie Reitsema maakt zich ernstige zorgen. Jan en Aafke lijken nader tot elkaar te groeien. Bij een reddingspoging raakt Jan ernstig gewond. Aafke vindt troost bij vriend Ed en begint opnieuw een verhouding, ze hadden samen al een dochter die later in de serie verscheen; Babette Maters. 
Pim verlaat de sekte en wordt opgevangen door zijn familie. Op de bruiloft van Victor en Daphne in de slotaflevering van seizoen 2 ontdekt Jan de verhouding tussen zijn vriend en vrouw. Tijdens een hoogoplopend conflict verliest Ed de controle over het stuur. Jan is ter plekke dood, Ed ligt ruim vier maanden in een comateuze toestand. Pim wil geen contact meer met zijn moeder, ondanks bemiddeling van oudere broer Frank. Ed en Aafke trouwen wanneer het hersenletsel van Ed is gereduceerd door therapie. Grote afwezige bij dit huwelijk was dochter Margot. Na de dood van haar vader besloot Margot haar familie te verlaten. Margot had gedurende anderhalf jaar een knipperlichtrelatie gehad met journalist Jurriaan van Elst (Michaël van Buuren). Jurriaan begon steeds vaker prostituees te zien en dit leidde tot de definitieve breuk. 
Broer Frank had ook geen geluk in de liefde. Bij de start van de serie werd hij van de trap geduwd door zijn toenmalige vrouw Daphne, met wie hij een zoon had. Nadat bekend werd dat Daphne hem had geduwd, besloten ze in een huwelijkstherapie te gaan. Dit bleek geen succes te zijn en de scheiding werd aangevraagd. Daphne kreeg een verhouding met Victor. Hun huwelijk leidde tot een heftige voogdijstrijd om Jannes.

### De eerste verjonging (1996-1999)
In 1995 maakte Veronica de overstap van de publieke naar de commerciële televisie. De omroep ging alleen verder met het uitzenden van de soap. Ondanks dat de serie voldoende kijkers trok, wilde de omroep verjongen. In 1996 verliet een groot aantal acteurs van het eerste uur de serie. In maart 1996 was Keuning voor het laatst te zien in de rol van Joyce Couwenberg. Haar rol werd overgenomen door actrice Annemieke Verdoorn in mei 1996. Later dat jaar verlieten Manouk van der Meulen (mei 1996), Martin Schwab (september 1996), Roel Fooy (september 1996) en Yvonne Valkenburg (november 1996) de serie. Het vertrek van deze acteurs gaf de serie de gelegenheid om te verjongen. Tussen 1996-1997 maakten diverse jongere karakters hun debuut. Karina Smulders portretteerde de ietwat naïeve Charlotte Konings, Tamara Brinkman gaf gestalte aan Ed en Aafke's buitenechtelijke dochter Babette Maters, Chris Zegers speelde de Kroatische vluchteling Sasza Nagy, Tim Immers speelde Bettina's verwende neef Ravi Wertheimer en Mimi Ferrer speelde de Marokkaanse Aisha Amal. De slotaflevering van het zesde seizoen in mei 1999 stond in het teken van het dubbelhuwelijk van Lotje & Sasza en Aisha & Ravi. Zegers en Smulders verlieten de serie na afloop van het huwelijk. 
Ondanks de groei van het aantal jongere karakters in de serie, waren de oudere karakters ook nog ruimschoots vertegenwoordigd. Het vierde seizoen (1996-1997) stond in het teken van de verkrachting van het personage Wanda Zevenster (Apolonia van Veen). De rechtszaak en later de moord op haar verkrachter Chris Gomez (Marc Hazewinkel) hield de gemoederen bezig. In februari 1997 verliet Van Veen de serie. Een andere kenmerkende verhaallijn van het vierde seizoen was de verhaallijn van dokter Rutger Helligers (Casper van Bohemen). Rutger was een oud-leerling van Ed Couwenberg en had wrok jegens hem. Hij begon een affaire met directrice Bettina Wertheimer (Pamela Teves), begon gelijkertijd een affaire met Ed's vrouw Aafke, zorgde er met opzet voor dat Jet van Sprang (Christine Bijvanck) een miskraam kreeg en liet de echtgenoot van Els van Garderen (Linda de Wolf) op de operatietafel sterven. Tijdens de slotweek van het vierde seizoen stond de rechtszaak van Helligers centraal. In de cliffhanger werd hij doodgeschoten. Maar wie was de schutter? In de eerste weken van het vijfde seizoen bleek Jet de dader, terwijl Els Helligers' stoffelijk overschot stal om deze in stukken te snijden. De rechts- en moordzaak van Helligers leidde tot beschuldigingen over en weer en het zou lange tijd duren voordat men elkaar kon vergeven. 
In 1997 kreeg de serie opnieuw te maken met een leegloop. Actrice Iwana Chronis wilde niet meer verder met haar rol als Reina de Zeeuw. Ze wilde zich focussen op haar toneelschool. Reina ging samen met haar moeder Hannah (Ansje Beentjes) naar Italië om daar te gaan werken bij Leonard Nijland (Robert Borremans). In aflevering 735 ontstond er een brand in de Casablanca. De personages van het eerste uur Pim Reitsema en Bob Simons (Pim Vosmaer) overleden en voormalig escortgirl Vanya van Bakel (Mylène Duyvestein) sloeg op de vlucht. Het vijfde seizoen stond ook in het teken van de opbloeiende liefde tussen Victor en Merel Mascini (Margot van Doorn). Merel was de ex-verloofde van Paul de Ridder (Joep Sertons) en had eerder geprobeerd om Ellen Evenhuis (Dominique van Vliet) te vermoorden. Merel ging in therapie en werd uiteindelijk ten huwelijk gevraagd door Victor. Het huwelijk kon echter niet worden voltrokken voordat Victor's op de vlucht geslagen vrouw Daphne de scheidingspapieren tekende. Er ontstond een grote zoektocht naar Daphne. Daphne ondertekende uiteindelijk de scheidingspapieren en vertrok.
In de periode 1996-1999 verwelkomde de serie vele nieuwe gezichten, maar tegelijkertijd werd er afscheid genomen van acteurs. In december 1997 keerde het personage Margot Reitsema terug in de serie. Ditmaal werd de rol gespeeld door actrice Wendy Brouwer. In 1998 moest de serie afscheid nemen van Cor de Zeeuw (Hero Muller). Muller werd opgevolgd door acteur Wim Bax, die Bettina's zoon Serge van Mieghem ging spelen.

### Overige (1996-2010)
Toen Veronica uit het publieke bestel stapte nam de zender de soap mee, en de soap bleef ook overeind toen Veronica overging in Yorin.
In seizoen 12 werd de titel gewijzigd in ONM om de serie, zoals men het zag, een jonger en sneller karakter te geven. Ervaren acteurs als Hidde Maas, Pauline van Rhenen en Dominique van Vliet werden ingewisseld voor onervaren coassistenten. Seizoen 12 moest het dan ook vooral hebben van gastrollen van Christiaan Montanus (als Hillard Kroon), Mike Reus (als Stephan Brouwer) en Antonie Kamerling (als Ron Raven).
Het 13e seizoen werd onder meer gekenmerkt door de terugkomst van het personage Dr. Victor Couwenberg, gespeeld door Jop de Vries. De Vries speelde vanaf het begin in ONM, maar vertrok in 2003 om achter de schermen te gaan werken als filmregisseur. Bij een hulppoging om zijn zus Renée Couwenberg (Bettina Berger) haar geheugen terug te laten krijgen, blies hij zichzelf op. Renée overleed later als gevolg van deze actie.
Omdat de serie te duur zou zijn besloot Yorin een seizoen later de soapserie te laten vallen. Even waren er geruchten dat SBS Broadcasting ONM zou redden, maar dit bleek uiteindelijk niet haalbaar. ONM was sinds 15 augustus 2005 iedere werkdag te zien bij BNN, toen nog op Nederland 2. Op 4 september 2006 ging de soap op Nederland 3 uitzenden. De kijkcijfers stegen aanzienlijk na de overstap naar BNN en op het hoogtepunt haalde ONM weer zo'n 750.000 kijkers per aflevering.
De overgang naar BNN betekende de exit van Bettina Berger en Melline Mollerus, actrices van het eerste uur, die plaats moesten maken voor jongere acteurs als Levi van Kempen (Junior Couwenberg) en Ilana Rooderkerk (Esmee Klein).
Aan het begin van het veertiende seizoen kwam de 2500e aflevering op tv, daarom kwam er een speciale dvd uit van ONM. In de zomer van 2007 is de eerste dvd-box van ONM verschenen, met daarop alle afleveringen van het eerste seizoen. BNN maakte dat jaar ook bekend dat ze ten minste tot 2010 verdergingen met de soap.
In 2008 kende ONM een grote leegloop, toen achtereenvolgens Sascha Visser (Sam Massini), Annemieke Verdoorn (Joyce Couwenberg), Eric Bouwman (Tonnie de Vries), Sander Foppele (Daan Starrenburg) en publiekslieveling Yolanthe Cabau van Kasbergen (Julia Branca) de set verlieten om zich te richten op andere projecten. Later dat jaar namen ook Juliette van Ardenne (Marjet Bartels) en Jop Joris (Joost van Walsum) afscheid van de serie. Bovendien waren in de eerste maanden van 2009 Jasmine Sendar (Kyra Isarin) en Sarah Chronis (Eva Persijn) voor het laatst te zien in ONM.
Deze leegloop werd gecompenseerd door het introduceren van nieuwe karakters. Aan het begin van seizoen 16 werden niet alleen de leader, het logo en de website van ONM aan een totale make-over onderworpen, ook werden Natalie Edwardes (Tess Lindeman), Jörgen Scholtens (Sytze Eyzinga) en Bob Wind (Maarten Luzack) in september 2008 de serie ingeschreven. Later in het jaar volgden Dirk Taat (Alex Luzack), Miljuschka Witzenhausen (Jacqueline Brunel), Bo Maerten (Kim Klein) en Miryanna van Reeden (Maus Dullaert).
De 3000e aflevering werd uitgezonden op 17 maart 2009. In deze speciale aflevering bereikte het vechthuwelijk tussen Shirina en Ilyas een hoogtepunt en zette Kim haar baby op de wereld in de auto van Yousef. In de week voor de 3000e aflevering speelden vijf bekende presentatoren van BNN mee in ONM, waaronder Sander Lantinga, Dennis Storm en Nicolette Kluijver.
In seizoen 17 waren meerdere BN'ers te zien met een gastrol. Zo speelde musicalactrice Pia Douwes de rol van Diana Luzack, de moeder van Alex en Maarten. Op 16 september maakte ex-hockeyster Fatima Moreira de Melo haar entree als Ellis van der Pol. Later in het seizoen volgden onder meer Joris Putman als Ivo Heyblom, Kim-Lian van der Meij als Linda Smit en Geraldine Kemper als Monique van Lansloot. Aan het begin van het seizoen werd Mick de Lint geïntroduceerd als Jasper Klein, de zoon van Marnix. Dit alles leidde tot hogere kijkcijfers, ONM trok namelijk voor het eerst in jaren gemiddeld ruim 400.000 kijkers per aflevering. Op 12 april 2010 werd de laatste 'vamp' geïntroduceerd in de vorm van Berber Esha Janssen, die de uitgekookte stewardess Donna Brinkman speelde.
Eind 2009 maakte de netmanager van Nederland 3, Roek Lips, bekend dat het doek ging vallen voor ONM op Nederland 3. De hoofdreden: een nieuwe programma-indeling. Op 14 mei 2010 is de laatste uitzending van ONM uitgezonden, ook de cliffhanger werd uitgezonden bij BNN.
De afleveringen van ONM werden elke weekdag om 19.00 uur op Nederland 3 uitgezonden. De herhalingen elke weekdag om 15.35 uur op Nederland 1, en een marathon-uitzending met daarin alle afleveringen van de afgelopen week elke zaterdagnacht rond één uur op Nederland 3.
In 2010 werden twee romans van ONM gepubliceerd, getiteld Ik moet je wat vertellen en Als ik naar jou kijk, zie ik liefde. Van 1 oktober 2012 tot 4 december 2015 zond het digitale themakanaal NPO Best herhalingen van de serie uit.

## Rolverdeling
In de soap hebben door de jaren heen veel verschillende acteurs gespeeld. Dit was de rolbezetting tijdens de laatste aflevering:
| Acteur                 | Personage                                    | Status                    |
| ---------------------- | -------------------------------------------- | ------------------------- |
| Annelieke Bouwers      | Sanne Klein                                  | 2004–2010                 |
| Hicham Chairi Slaimani | Yousef El-Bassity                            | 2005–2010                 |
| Natalie Edwardes       | Tess Luzack–Lindeman                         | 2008–2010                 |
| Lauretta Gerards       | Malú Branca                                  | 2006–2010                 |
| Sander de Heer         | Marnix Klein                                 | 2004–2010                 |
| Berber Esha Janssen    | Donna Brinkman                               | 2010                      |
| Frits Jansma           | JP                                           | 1994–2010                 |
| Katarina Justic        | Shirina Cabar–Delic                          | 2004–2010                 |
| Levi van Kempen        | Junior Couwenberg                            | 2005–2010                 |
| Gürkan Küçüksentürk    | Ilyas Cabar                                  | 2004–2010                 |
| Mick de Lint           | Jasper Klein                                 | 2009–2010                 |
| Bo Maerten             | Kim Klein                                    | 2008–2010                 |
| Miryanna van Reeden    | Maus Dullaert                                | 2009–2010                 |
| Ilana Rooderkerk       | Esmée Klein                                  | 2005–2010                 |
| Jörgen Scholtens       | Sytze Eyzinga                                | 2008–2010                 |
| Anna Speller           | Jacqueline Brunel (#2)                       | 2010                      |
| Dirk Taat              | Alex Luzack                                  | 2008–2010                 |
| Pamela Teves           | Bettina Wertheimer (#1) Annemarie Wertheimer | 1994–2010 1997–1998, 2010 |
| Bob Wind               | Maarten Luzack                               | 2008–2010                 |

## Opening

### Leader
Er zijn in de loop dat Onderweg naar Morgen op tv te zien is verschillende leaders gepresenteerd.
- De eerste leader was een glas-in-loodversie, waarin verschillende shots uit afleveringen te zien waren. Deze liep het eerste seizoen en de eerste helft van seizoen 2 (1994, 1994-1995).
- Toen de soap ruim een jaar bestond veranderde de leader, omdat de makers van mening waren dat de vorige leader te truttig was. Basiskleuren waren rood, wit en blauw. De hoofdpersonages passeren met hun shot in een rij van moderne, in beeld schuivende blokjes. Hierbij werden de namen van de acteurs vermeld. Deze leader hield het tweeënhalf seizoen vol (1995, 1995-1996, 1996-1997).
- In het vijfde seizoen werd de leader opnieuw in een nieuw jasje gestoken: de kleuren geel, blauw en rood overheersten. Dit keer kwamen zowel de namen van de acteurs als van de personages in beeld. Deze leader hield het maar één seizoen vol (1997-1998).
- De leader van het zesde seizoen leek veel op de leader van seizoen vijf, alleen waren nu de kleuren rood en geel in beeld, de shots van de acteurs waren in grijs. Daarnaast 'schoven' de shots van de hoofdpersonages weer voorbij; iets wat bij de leader van seizoen 2, 3 en 4 ook het geval was. Ook dit keer waren de namen van zowel acteurs als personages in beeld. Deze leader hield het twee seizoenen vol (1998-1999, 1999-2000).
- Met de aanvang van seizoen acht werd de leader opnieuw in een nieuw jasje gestoken. Op de achtergrond was een rode deur te zien waarin en waarop vele teksten gekrast en geschreven waren. Op de voorgrond waren de foto's van de acteurs/personages, waarbij deze op röntgenfoto's moesten lijken. Nadat alle foto's waren geweest kregen we een witte stenen vloer te zien, waarop een blokje zeep werd geschoven. Op dit zeepblokje stonden de letters O N M (afkorting van Onderweg naar Morgen). De titel Onderweg naar Morgen verscheen in blokletters eronder. Deze leader hield het vier seizoenen vol (2000-2001, 2001-2002, 2002-2003, 2003-2004).
- Omdat de soap met aanvang van seizoen 12 in een jonger jasje werd gestoken, veranderde ook de leader. Dit keer waren twee personages naast elkaar te zien, met daaronder de namen van de personages. De titel Onderweg naar Morgen werd gewijzigd in ONM. Deze leader hield het één seizoen vol (2004-2005).
- Omdat de soap in seizoen 13 van Yorin naar BNN verhuisde, werd de serie nog verder in een nieuw jasje gestoken dan al bij aanvang van seizoen 12 was gebeurd. Omdat BNN zich meer op de wat jongeren richt werden er veel jonge acteurs in de serie gestopt en moesten veel oudere acteurs het veld ruimen. Er waren toen veel nieuwe personages bij dus kon de leader wel een goede update gebruiken. In de leader van seizoen 13 was telkens een acteur in beeld met een stukje uit een scène een witte balk liep erdoorheen, met de voor- en achternaam van het personage en de echte naam stond klein in de balk geschreven. Deze leader hield het drie seizoenen uit (2005-2006, 2006-2007, 2007-2008). Wel werd aan het begin van 2007, dus midden in seizoen 14, de leader wat versneld: de tijd dat een acteur te zien was, werd daardoor korter.
- Met de aanvang van seizoen 16 werd de leader nogmaals aangepast. Dit keer werden geen stukjes scènes van de acteurs gebruikt maar was een fotoshoot gehouden. De muziek is ook veel sneller en drukker geworden. De namen van de personages staan in een vet, wit lettertype en de namen van de acteurs staan in een kleiner groen lettertype. De kleur van het geheel van de leader is ook groen; deze kleur komt terug in het logo. De leader houdt het tot nog toe twee seizoen uit (2008-2009, 2009-2010). In 2009 werd de hoofdkleur van de leader (voorheen groen) door oranje vervangen, en ook de namen van de acteurs en het logo werden oranje.

### Titelsong
De titelsong van Onderweg naar Morgen is meerdere malen gewijzigd. De eerste vier seizoenen werd de originele titelsong, gezongen door Ruth Jacott, gebruikt. Toen de leader in seizoen 5 langer dan een minuut werd, werd de titelsong aangepast, echter nog wel gezongen door Jacott en zonder gewijzigde tekst. Bij de aanvang van het zesde seizoen werd de leader nog langer, en besloten de makers Jacott in te ruilen voor Gordon. Het liedje bleef hetzelfde, alleen de muziek werd opnieuw gearrangeerd. Na twee seizoenen besloten de makers de zang weg te laten en de leader (dus ook de titelsong) te verkorten. De tekst werd nu 'gezongen' door een saxofoon. Dit werd vier seizoenen volgehouden, maar omdat de makers besloten om in het twaalfde seizoen de boel om te gooien, werd ook de titelsong, na elf seizoenen trouwe dienst, weggelaten. Vanaf seizoen 12 werd er nieuw gecomponeerde muziek (zonder zang) gebruikt voor de leader. Vier jaar later kwam ook hiervoor een heel nieuw thema in de plaats.
- Seizoen 1, 2, 3, 4 en 5: gecomponeerd door Ronald Schilperoort en Hans van Eijck, gezongen door Ruth Jacott.
- Seizoen 6 en 7: gezongen door Gordon.
- Seizoen 8, 9, 10 en 11: instrumentale versie gebaseerd op de vocale versie.
- Seizoen 12, 13, 14 en 15: nieuw thema, gecomponeerd door MassiveMusic[1] .
- Seizoen 16 en 17: nieuw thema, gecomponeerd door Martijn Schimmer.

Onderweg naar morgen

Een reis, die duurt een leven lang

Onderweg naar morgen

Een onvoorspelbaar spel
Een weg bezaaid met lief en leed

Waarvan je nog zo weinig weet

De toekomst houdt zoveel voor jou verborgen
En al droom je soms van gisteren

Je weet je leeft vandaag
Voortdurend onderweg naar morgen

Voortdurend onderweg naar morgen

## Seizoenen
- Seizoen 4 (1996-1997)